# Dysdera charitonowi
Dysdera charitonowi är en spindelart som beskrevs av Tamara Mcheidze 1979. Dysdera charitonowi ingår i släktet Dysdera och familjen ringögonspindlar. Inga underarter finns listade i Catalogue of Life.